# Adjina Sud
Adjina Sud est un quartier du 3e arrondissement de la commune de Porto-Novo localisé dans le département de l'Ouémé au sud-est du Bénin.

## Histoire et Toponymie

### Histoire
Adjina Sud devient officiellement un quartier du 3e arrondissement de la commune de Porto-Novo le 06 mars 2015 à la suite de la loi N°2015-01 modifiant et complétant la loi N°2013-05 du 27 mai 2013 portant création, organisation, attribution et fonctionnement des unités administratives locales en république du Benin,.

## Population
Selon le recensement général de la population et de l'habitation de 2013 conduit par l'institut national de la statistique et de l'analyse économique (INSAE), Adjina Sud compte 352 ménages et 1842 habitants.